# Alessandra Cappellotto
Alessandra Cappellotto, née le 27 août 1968 à Sarcedo dans la province de Vicence en Vénétie, est une coureuse cycliste italienne. Elle a notamment été championne du monde sur route en 1997.

## Biographie
Elle est la sœur aînée de Valeria Cappellotto (1970-2015) et championne d'Italie sur route en 1999.
Alessandra Cappellotto commence la compétition à un très jeune âge entraînée par son père Tonino. Elle remporte de nombreuses courses et passe dans la catégorie élite en 1986 au sein de l'Edera Gelati Sanson. En 1990, elle se classe 15e de la course aux points des mondiaux sur piste.
Sur le plan international, elle se révèle en 1992 lorsqu'elle prend la deuxième place d'une étape du Tour de la CEE féminin. L'année suivante, elle est médaillée de bronze du championnat du monde du contre-la-montre par équipes avec la sélection italienne. En 1994 et 1995, elle est vice-championne d'Italie sur route. En 1995, elle gagne des étapes sur le Tour d'Italie et le Tour cycliste féminin. Elle récidive en 1996, année où elle se classe également deuxième du Tour d'Italie derrière Fabiana Luperini et troisième du championnat du monde du contre-la-montre. Aux Jeux olympiques d'Atlanta en 1996, elle termine septième de la course en ligne.
Lors des championnats du monde sur route de 1997 à Saint-Sébastien, dans le nord de l'Espagne, elle est sacrée championne du monde. Elle s'impose au sprint dans un groupe de cinq coureuses, devançant sur la ligne Elizabeth Tadich et Catherine Marsal. Elle devient la première femme italienne de l'histoire à conquérir un titre mondial en cyclisme sur route. La même année, elle remporte le Tour de Thuringe et le Chrono champenois. Elle porte également le maillot jaune pendant trois jours sur le Tour cycliste féminin. 
En 1998, elle termine deuxième de la Coupe du monde, notamment grâce à sa victoire sur la manche du Trophée International de Saint-Amand-Montrond. Cinquième des championnats du monde et troisième du Tour cycliste féminin, elle termine l'année numéro une mondiale. En 1999, elle se classe 8e de la course aux points des mondiaux sur piste.
En 2000, Cappellotto termine une nouvelle fois deuxième du classement général du Tour d'Italie. Aux Jeux olympiques de Sydney, elle termine quinzième de la course en ligne. Elle est par la suite championne d'Italie du contre-la-montre en 2001 et championne d'Italie sur route en 2003. 
En 2002, elle manque un contrôle antidopage durant le Tour du Trentin. Elle est donc suspendue quinze jours. En vertu de cette règle, elle ne peut pas prendre le départ du Tour d'Italie. Toutefois sur ce point, le règlement de la fédération italienne est en contradiction avec la réglementation UCI, qui elle, l'autorise à démarré. D'interminables réunions s'ensuivent. Le directeur du Giro, Giuseppe Rivolta décide finalement d'exclure l'équipe Power Plate- Bik de la course. Le représentant de l'UCI, Simon Didier, quitte la course et la déclasse en catégorie nationale.
En 2004, elle arrête sa carrière. 
Après sa carrière, elle est vice-présidente de l'ACCPI (Association des coureurs cyclistes professionnels italiens). En 2016, elle est nommée présidente de la section féminine nouvellement créée au sein des Cyclistes professionnels associés.

## Palmarès

### Palmarès sur route

#### Palmarès année par année
- 1992
  - Tour du Frioul
- 1993
  - Trofeo Citta di Schio
  - 2e du Tour du Frioul
  -  Médaillée de bronze du championnat du monde du contre-la-montre par équipes (avec Roberta Bonanomi, Michela Fanini et Fabiana Luperini)
  - 6e du Tour d'Italie
- 1994
  - 2e du championnat d'Italie sur route
  - 3e du Tour de Majorque
- 1995
  - 2e étape du Tour d'Italie
  - 3e et 6e étapes du Tour cycliste féminin
  - 2e du championnat d'Italie sur route
  - 2e du Trofeo Alfredo Binda-Comune di Cittiglio
  - 7e du Tour d'Italie
- 1996
  - 5e étape du Tour du Trentin-Haut-Adige-Tyrol-du-Sud
  - 5e étape du Tour d'Italie
  - 6e étape du Tour cycliste féminin
  - 2e étape des Masters féminin
  - 2e du Tour d'Italie
  - 2e du Tour du Trentin-Haut-Adige-Tyrol-du-Sud
  - 2e du Chrono champenois
  - 2e des Masters féminin
  -  Médaillée de bronze du championnat du monde du contre-la-montre
  - 3e du championnat d'Italie sur route
  - 5e du Tour cycliste féminin
  - 6e du championnat du monde sur route
  - 7e de la course en ligne des Jeux olympiques
- 1997
  -  Championne du monde sur route
  - 2e étape du Tour du Trentin-Haut-Adige-Tyrol-du-Sud
  - 1re étape de l'Emakumeen Bira
  - Tour de Thuringe :
    - Classement général
    - 2e étape

  - Chrono champenois
  - 2e du championnat d'Italie sur route
  - 2e de l'Emakumeen Bira
  - 3e du Grand Prix des Nations
  - 5e du Tour cycliste féminin
  - 7e du Tour d'Italie
  - 10e du championnat du monde du contre-la-montre
- 1998
  - 8e étape du Tour cycliste féminin
  - Trophée International de Saint-Amand-Montrond
  - 2e de la Coupe du monde
  - 3e du Tour cycliste féminin
  - 5e de la Flèche wallonne
  - 5e du championnat du monde sur route
  - 6e de la Liberty Classic
  - 7e du Tour d'Italie
  - 9e du Tour Beneden-Maas
- 1999
  - 5e de la Canberra World Cup
  - 9e de Hamilton City World Cup
  - 10e de La Grande Boucle féminine internationale
- 2000
  - 14e étape de La Grande Boucle féminine internationale
  - 10e et 14e étapes du Tour d'Italie
  - Prologue du Tour de Toscane féminin-Mémorial Michela Fanini
  - 2e du Tour d'Italie
  - 6e de la Finale d'Embrach
  - 8e de la Flèche wallonne
- 2001
  -  Championne d'Italie du contre-la-montre
  - 4e de La Grande Boucle féminine internationale
  - 5e du Grand Prix Suisse
  - 6e du Tour d'Italie
  - 9e du championnat du monde sur route
- 2002
  - Grand Prix international de Dottignies
- 2003
  -  Championne d'Italie sur route
- 2004
  - 3e du championnat d'Italie sur route

#### Classements UCI
| Année          | 1997 | 1998 | 1999 | 2000 | 2001 | 2002 | 2003 |
| Classement UCI | 2e   | 1re  | 43e  | 26e  | 20e  | 47e  | 82e  |

### Palmarès sur piste
- 1996
  - 2e du championnat d'Italie de poursuite individuelle
  - 2e du championnat d'Italie de la course aux points
- 1999
  - 4e du championnat d'Europe d'omnium
  - 8e du championnat du monde de la course aux points

## Distinctions
- Oscar TuttoBici : 1996